# Anita Sirgo
Ana Sirgo Suárez, conhecida como Anita Sirgo, (Lada, 20 de Janeiro de 1930 - Langreo, 15 de Janeiro de 2024) foi uma militante comunista espanhola. Desempenhou um papel muito ativo durante a Huelgona de 1962, tendo contribuído de forma significativa para o seu êxito. É considerada um emblema da luta operária e antifascista.

## Biografia

### Primeiros anos
Ana Sirgo Suárez nasceu a 20 de Janeiro de 1930, no seio de  uma família de mineiros politicamente comprometidos com o comunismo e sem acesso à educação. Com o fim da Guerra Civil Espanhola e a queda da Segunda República, o seu pai fugiu para as montanhas para se juntar à resistência, enquanto sua mãe ficou detida na prisão de Arnao, destino que também se abateu sobre outros membros da sua família. Suárez foi acolhida pelos seus tios, que a levaram para viver a Andrín, no concelho de Llanes. Aí trabalhou no campo e desde os nove anos de idade trabalhou também de intermediária dos guerrilheiros. Aos doze anos, foi descoberta e detida pela Guarda Civil Espanhola juntamente com outros familiares, entre os quais a sua mãe e o seu tio, Fidel Suárez Campurru. A Guarda Civil também confiscou os móveis de sua casa que, anos mais tarde, haviam de aparecer na sede de Falange. Teve a oportunidade de ver o seu pai pela última vez antes de este ser assassinado em 1947 e enterrado numa vala que ainda não foi localizada. A 26 de Janeiro de 1948, o seu tio morreu juntamente com outros guerrilheiros.
Em 1950, casou-se com Alfonso Braña Castaño, um mineiro na mina Fondón. Ambos começaram a militar de forma mais intensa no Partido Comunista da Espanha.

### Greve de 1962
Anita Sirgo ganhou grande parte da sua popularidade pelo seu trabalho durante a chamada Huelgona. Cerca de um mês após o início da greve dos mineiros de 1962, começava a pressentir-se um fracasso, com os mineiros a planearem regressar ao trabalho. Perante esta situação, as mulheres da Bacia Mineira Asturiana decidiram organizar-se e apoiar ativamente a greve, tendo em conta a situação de miséria em que se encontravam. Assim, organizaram piquetes de greve e impediram o acesso dos fura-greves às minas.
Além disso, Anita Sirgo participou de forma decisiva na organização de grupos clandestinos de mulheres durante a greve, contando com a colaboração de mulheres como Tina Pérez ou Celestina Marrom. Estes grupos ocupavam-se, entre outras coisas, de recolher ajuda em forma de alimentos, transmitir mensagens ou distribuir panfletos.
Sirgo participou no encerramento da catedral de Oviedo durante a Greve de 1962 juntamente com cerca de quarenta outras mulheres. Sob o princípio da Resistência não violenta, pretenderam dar visibilidade à luta em todo o território espanhol e chegaram a contar com o apoio do bispo auxiliar da época, Segundo García de la Sierra. O fim do protesto ocorreu após a organização de greves solidárias em países como a França ou a Bélgica.

### Retaliações
Pelo seu ativismo durante a greve, Anita Sirgo sofreu os efeitos diretos da repressão política. Foi presa e o seu cabelo foi rapado, prática muito utilizada contra as mulheres durante o período franquista. Todavia, não denunciou nenhum dos seus companheiros de partido. Na prisão, sofreu torturas e ficou surda do ouvido esquerdo após um espancamento de Antonio Caro Leiva, capitão da Guarda Civil. Além disso, o então ministro do regime franquista, Manuel Fraga, gozou publicamente com ela e chegou a negar as torturas e espancamentos.

### Após a greve
Após a sua prisão e depois de ter sido identificada pela Guardia Civil, Anita Sirgo foi forçada ao exílio em Paris juntamente com outros membros do Partido Comunista, entre eles Santiago Carrillo. Aprendeu a ler e a escrever durante o tempo em que permaneceu no exílio, enquanto, nessa mesma altura era procurada na Bacia Mineira Asturiana. Após dois anos de exílio e diante da impotência de não poder colaborar com a luta operária, em 1966, Sirgo decidiu voltar às Astúrias com o consentimento do Partido. Já em Oviedo, foi intimada e detida por razões militares e passou quatro meses na prisão, um dos quais por se ter recusado a pagar uma multa de 100.000 pesetas. 
Em 2013 foi uma das signatárias da causa contra os crimes do franquismo investigados pela juíza argentina Maria Romilda Servini. No ano seguinte, manifestou-se com o Trem da Liberdade e com as Marchas da Dignidade.
Anita Sirgo faleceu a 15 de janeiro de 2024.

### Outros actos e episódios
Sirgo conta muitas vezes que, durante a Huelgona, atirava espigas de milho aos fura-greves, como ela dizia, "para os chamar galinhas". Conta também que, quando vários amigos se juntavam, colocavam uma cafeteira vazia em cima da mesa para que a situação parecesse simplesmente um encontro de amigos para tomar café, evitando assim as suspeitas da Polícia secreta.

## Reconhecimentos e aparições na cultura popular
- Anita Sirgo e sua companheira Constantina Pérez têm uma rua que lhes é dedicada em Gijón.[10]
- Aparece como personagem no Comics Los llazos Colorados de Alberto Vázquez García.[3]
- O Curta-metragem A golpe de tacão da diretora asturiana Amanda Castro é baseada em Anita Sirgo e em sua companheira, Tina Pérez.[2]
- Anita Sirgo foi agraciada com prémios que reconheceram a sua luta antifascista, nomeadamente:
  - Em dezembro de 2018, recebeu o Prêmio Juan Ángel Rubio Ballesteros, com o qual a Sociedade Cultural de Gijón reconheceu sua luta no período pós-guerra. Dedicou o prémio a todas as mulheres que lutaram com ela "pela liberdade, pela democracia e pelos direitos".[11][12]
  - Em 2019, foi galardoada com o Prêmio Pozu Fortuna juntamente com Carmen García Pellón em reconhecimento da sua "luta incansável" como militante comunista e antifascista.[13][14]